# Easy Action
Easy Action é o segundo álbum de estúdio da banda Alice Cooper, foi lançado em junho de 1970.
| Críticas profissionais                                                      | Críticas profissionais |
| Avaliações da crítica                                                       | Avaliações da crítica  |
| Fonte                                                                       | Avaliação              |
| --------------------------------------------------------------------------- | ---------------------- |
| Allmusic                                                                    | [ 2 ]                  |
| Rolling Stone                                                               | (desfavorável)         |
| Robert Christgau                                                            | (C)                    |
| Esta tabela precisa de ser acompanhada por texto em prosa. Consulte o guia. |                        |

## Faixas
1. "Mr. and Misdemeanor" – 3:05
2. "Shoe Salesman" – 2:38
3. "Still No Air" – 2:32
4. "Below Your Means" – 6:41
5. "Return of the Spiders" – 4:33
6. "Laughing at Me" – 2:12
7. "Refrigerator Heaven" – 1:54
8. "Beautiful Flyaway" – 3:02
9. "Lay Down and Die, Goodbye" – 7:36

## Músicos

### Banda
- Alice Cooper – voz
- Glen Buxton – guitarra (solo)
- Michael Bruce – guitarra (base), piano, voz na faixa "Below Your Means" e "Beautiful Flyaway"
- Dennis Dunaway – baixo
- Neal Smith – bateria

### Apoio
- David Briggs – piano na faixa "Shoe Salesman"